# Constantin von Alvensleben
Constantin von Alvensleben (Eichenbarleben, 26 de agosto de 1809 — Berlim, 28 de março de 1892) foi um general prussiano.

## Biografia
Nascido em Eichenbarleben, Província da Saxônia, Alvensleben entrou para guarda prussiana pelo corpo de cadetes em 1827. Foi promovido a 1º tenente em 1842, capitão em 1849, e a major no estado-maior em 1853, sete anos depois foi encaminhado ao Ministério da Guerra. Logo ele foi promovido a coronel e comandou um regimento de infantaria até 1864 quando tornou-se major-general após a Segunda Guerra do Schleswig.
Alvensleben comandou a 2ª brigada de guarda na Guerra Austro-prussiana em 1866, quando triunfou nos combates de Burkersdorf em 28 de junho e na batalha de Königgrätz. Logo ele recebeu o comando de sua divisão, com a morte do general Wilhelm Hiller von Gärtringen; foi promovido a tenente-general e permaneceu cargo até a conclusão da paz, recebendo a ordem Pour le Mérite pelos seus serviços.
Em 1870, com início da Guerra franco-prussiana, Alvensleben sucedeu o Príncipe Frederico Guilherme no comando do 3º corpo-de-exército, que integrou o 2º exército alemão, e com o qual ele derrotou os franceses na batalha de Mars-la-Tour. Pouco antes de sua morte ele foi condecorado com Ordem da Águia Negra.
O regimento de infantaria prussiano nº 52 em Cottbus foi batizado em sua homenagem.

## Honrarias
- Pour le Mérite
- Ordem da Águia Negra